# Ceriagrion mourae
Ceriagrion mourae é uma espécie de libelinha da família Coenagrionidae.
Pode ser encontrada nos seguintes países: Moçambique e Tanzânia.
Os seus habitats naturais são: florestas subtropicais ou tropicais húmidas de baixa altitude e marismas de água doce.